# Dusona bucculenta
Dusona bucculenta là một loài tò vò trong họ Ichneumonidae.